# Vladimir Michailovitj Bechterev

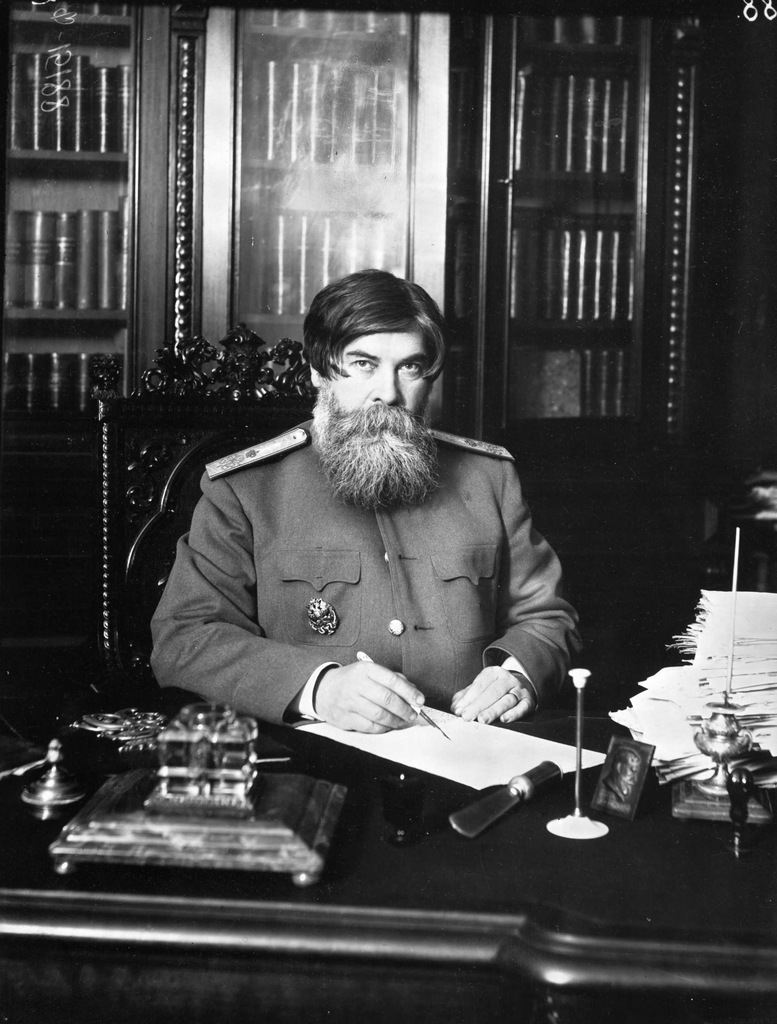
Vladimir Michailovitj Bechterev

Vladimir Michailovitj Bechterev, född 20 januari 1857 i Saralı, död 24 december 1927 i Moskva, var en rysk psykiatriker, psykolog och neurolog.
Bechterev utförde talrika värdefulla nervanatomiska och kliniska undersökningar, särskilt av ledningsbanor i ryggmärgen. Han var grundläggare av den så kallade "psykoreflexologin", beskriven i Objektive Psychologie (tysk översättning 1913). Enligt denna forskningsriktning förklaras alla psykiska företeelser genom allmänna fysiologiska reflexlagar, särskilt associationsreflexer, under isolerat beaktande av de psykiska företeelsernas fysiologiska sida. I sin forskning var han en förebådare av behaviorismen.
Bechterews sjukdom är uppkallad efter honom.